# Phylloscopus hainanus
Phylloscopus hainanus е вид птица от семейство Phylloscopidae. Видът е световно застрашен, със статут Уязвим.

## Разпространение
Видът е разпространен в Китай.